# Brierfield
Brierfield är en ort och civil parish i Storbritannien.   Den ligger i grevskapet Lancashire och riksdelen England, i den centrala delen av landet, 290 km nordväst om huvudstaden London. Brierfield ligger 156 meter över havet och antalet invånare är 10 271.
Terrängen runt Brierfield är kuperad åt sydväst, men åt nordost är den platt.Runt Brierfield är det tätbefolkat, med 591 invånare per kvadratkilometer. Närmaste större samhälle är Burnley, 2,7 km söder om Brierfield. Trakten runt Brierfield består i huvudsak av gräsmarker.